# أيلينغ مارتينث
أيلينغ مارتينث مواليد 4 سبتمبر 1983، هي لاعبة كرة يد كوبية تلعب كظهير أيمن. مثلت منتخب كوبا لكرة اليد للسيدات.

## سجل المنافسة
شاركت في البطولات التالية:
- بطولة العالم لكرة اليد للسيدات 2015